# Río Similkameen
El río Similkameen discurre a través del sur de la Columbia Británica (Canadá) y desemboca en el río Okanagan, cerca de Oroville, Washington, en los Estados Unidos. Se dice que el río lleva el nombre de un pueblo indígena llamado Similkameigh, que significa "aguas traicioneras".

## Historia
La primera mención del Similkameen por un europeo se debe a Alexander Ross. Mientras estaba en una expedición comercial, viajó por el "Río Similkameigh". Sir George Simpson usó el nombre de Similkameigh para uno de los grupos de la Nación Okanagan. La transición de Similkameigh a Similkameen puede haber sido inspirada por el nombre del río Tulameen, a pesar de ser etimológicamente incorrecto. El nombre Similkameigh proviene de una lengua ya extinta de Nicola-Similkameen, de las lenguas Athapascan, que se cree que significa "Río del Salmón".

## Geografía

### Curso
Comienza en la parte este del parque provincial Manning, a unos 10,3 km al norte del puerto de Allison y pasa por los asentamientos de East Gate, Princeton, Hedley, Keremeos y Cawston.  A unos 25 km aguas arriba de Princeton, el río forma las cataratas Similkameen. Contribuye con el 75% del caudal del río Okanogan y cruza la frontera internacional en Nighthawk, Washington.

### El flujo de
El Servicio Geológico de los Estados Unidos mantiene una sección de aforo en el kilómetro 15,8 del río, justo aguas arriba de la toma del canal del Distrito de Irrigación de Oroville-Tonasket. La descarga (caudal) del río en este punto es de un promedio de 64,6 m³/s, con un máximo registrado de 1.300 m³/s y un mínimo de 1,8 m³/s.

### Presa de Enloe
La presa de Enloe, terminada en 1920, está situada justo encima de la desembocadura del río. El río, después de discurrir sobre la presa, cae sobre lo que queda de las Cataratas del Coyote. Al carecer de escalas para peces, la presa Enloe bloquea el paso de los peces e impide completamente la migración de peces anádromos hacia los tramos superiores del río Similkameen y sus afluentes en el Canadá

### Internacional

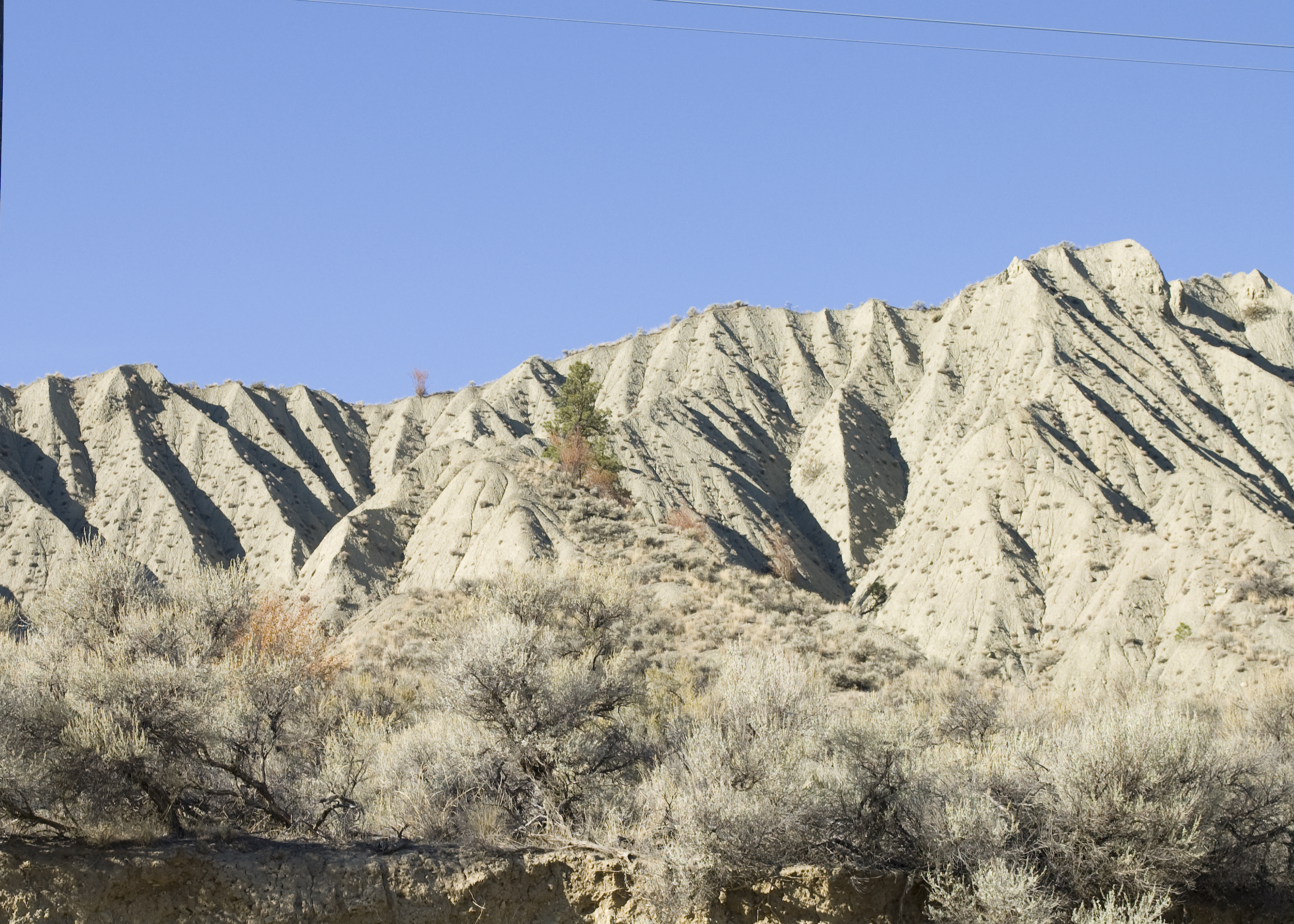
Acantilados sobre el Similkameen cerca de Nighthawk, Washington

El río Similkameen está sujeto a los acuerdos internacionales de distribución de agua regidos por la Comisión Conjunta Internacional como parte de la cuenca del Columbia. La autoridad responsable de supervisar los acuerdos de la CCI es la Junta Internacional de Control del Lago Osoyoos, compuesta por personas nombradas por el Ministerio de Medio Ambiente de Canadá, el Ministerio de Agua y Protección del Aire de la Columbia Británica, el Cuerpo de Ingenieros del Ejército de los Estados Unidos, el Servicio Geológico de los Estados Unidos y consultores privados.

## Principales afluentes
- Río Pasayten: La confluencia está justo encima de las cataratas del Similkameen
- Río Tulameen: Entra en Princeton, Columbia Británica.
- Río Ashnola: Se encuentra con el río 11 km al oeste de Keremeos